# Paralophaster hyalinus
Paralophaster hyalinus is een zeester uit de familie Solasteridae.
De wetenschappelijke naam van de soort werd in 1970 gepubliceerd door Helen Shearburn Clark.